# Taka (waluta)
Taka (beng. টাকা) – jednostka walutowa Bangladeszu. Nazwa waluty pochodzi od sanskryckiego słowa tanka, które od starożytności oznacza srebrną monetę. Taka zastąpiła pakistańską rupię w 1972 po uzyskaniu niepodległości przez Bangladesz. 1 taka = 100 paisa.

## Nominały

### Monety
- 1 paisa (rzadko stosowana)
- 5 paise (rzadko stosowana)
- 10 paise (rzadko stosowana)
- 25 paise (rzadko stosowana)
- 50 paise (rzadko stosowana)
- 1 taka
- 2 taka
- 5 taka

### Banknoty
- 1 taka (zastępowana obecnie przez monetę)
- 2 taka
- 5 taka
- 10 taka (dwa rodzaje)
- 20 taka
- 50 taka
- 100 taka
- 500 taka
- 1000 taka